# Kevin Santos Lopes de Macedo
Kevin Santos Lopes de Macedo (San Paolo, 4 gennaio 2003) è un calciatore brasiliano, attaccante dello Šachtar.

## Carriera

### Club
Kevin è cresciuto nello stato di San Paolo ed ha iniziato a giocare con il Desportivo Brasil nel 2015, dopo aver rifiutato una proposta dell'Atlético Mineiro per via dell'eccessiva distanza da casa. Nel 2020 ha debuttato nel Campionato Paulista Série A3 e successivamente si è trasferito nella squadra giovanile del Palmeiras.
Il 1º dicembre 2021 ha debuttato in prima squadra rimpiazzando Giovani nella vittoria per 3-1 contro il Cuiabá in Série A. Il 10 dicembre successivo è sceso in campo dal primo minuto ed ha realizzato il gol partita contro il Ceará, il suo primo fra i professionisti.
Nel 2023 ha vinto la Copinha con l'Under-20, ed è stato nominato giocatore del torneo con cinque gol ed altrettanti assist in otto partite. Nel giugno dello stesso anno ha rinnovato il contratto fino al 2026.

### Nazionale
Nel 2023 ha preso parte al campionato mondiale Under-20 tenutosi in Argentina.

## Statistiche

### Presenze e reti nei club
Statistiche aggiornate al 25 gennaio 2025.
| Stagione         | Squadra           | Campionato       | Campionato | Campionato | Coppe nazionali | Coppe nazionali | Coppe nazionali | Coppe continentali | Coppe continentali | Coppe continentali | Altre coppe | Altre coppe | Altre coppe | Totale | Totale | Totale |
| Stagione         | Squadra           | Comp             | Pres       | Reti       | Comp            | Pres            | Reti            | Comp               | Pres               | Reti               | Comp        | Pres        | Reti        | Pres   | Reti   |        |
| ---------------- | ----------------- | ---------------- | ---------- | ---------- | --------------- | --------------- | --------------- | ------------------ | ------------------ | ------------------ | ----------- | ----------- | ----------- | ------ | ------ | ------ |
| 2020             | Desportivo Brasil | A3/SP            | 4          | 0          |                 | -               | -               |                    | -                  | -                  |             | -           | -           | 4      | 0      |        |
| 2021             | Palmeiras         | A1/SP+A          | 0+2        | 1          | CB              | 0               | 0               | CL                 | 0                  | 0                  | RS          | 0           | 0           | 2      | 1      |        |
| 2022             | Palmeiras         | A1/SP+A          | 0          | 0          | CB              | 0               | 0               | CL                 | 0                  | 0                  | RS          | 0           | 0           | 0      | 0      |        |
| 2023             | Palmeiras         | A1/SP+A          | 0+7        | 0          | CB              | 0               | 0               | CL                 | 2                  | 0                  |             | -           | -           | 9      | 0      |        |
| Totale Palmeiras | Totale Palmeiras  | Totale Palmeiras | 13         | 1          |                 | 0               | 0               |                    | 2                  | 0                  |             | 0           | 0           | 15     | 1      |        |
| 2023-2024        | Šachtar           | PL               | 14         | 3          | KU              | 2               | 0               | UEL                | 1                  | 0                  | -           | -           | -           | 17     | 3      |        |
| 2024-2025        | Šachtar           | PL               | 11         | 2          | KU              | 1               | 0               | UCL                | 7                  | 2                  | -           | -           | -           | 19     | 4      |        |
| Totale Šachtar   | Totale Šachtar    | Totale Šachtar   | 25         | 5          |                 | 3               | 0               |                    | 8                  | 2                  |             | -           | -           | 36     | 7      |        |
| Totale carriera  | Totale carriera   | Totale carriera  | 38         | 6          |                 | 3               | 0               |                    | 10                 | 2                  |             | 0           | 0           | 51     | 8      |        |

## Palmarès

### Club

#### Competizioni internazionali
- Recopa Sudamericana: 1

Palmeiras: 2022

#### Competizioni statali
- Campionato paulista: 2

Palmeiras: 2022, 2023

#### Competizioni nazionali
- Campionato brasiliano: 2

Palmeiras: 2022, 2023
- Coppa d'Ucraina: 2

Šachtar: 2023-2024, 2024-2025
- Campionato ucraino: 1

Šachtar: 2023-2024